# Graund
Der Graund, auch Ground, Mahni oder Mauney, war ein Flächenmaß  in der Präsidentschaft Madras und als Feldmaß in Anwendung.
- 1 Graund = 2400 Quadratfuß (engl.) = 2,2296 Ar = etwa 223 Quadratmeter
- 1 Kahni/Cawney = 24 Graunds = 53,51 Ar